# Erik Lallerstedt
Erik Lallerstedt (1864-1955) fue un arquitecto sueco cuya obra abarcó muchos estilos, incluyendo el art nouveau, el Neoclasicismo, y el Funcionalismo de la década de 1930. Fue catedrático del Real Instituto de Tecnología de 1905 a 1929.

## Obras
- Iglesia Metodista de San Pedro, Estocolmo (1899)
- Iglesia de Matteus, Estocolmo (1901)
- Försäkningsbolaget Trygg, Estocolmo (1906)
- Försäkningsbolaget Thule, Estocolmo (1915)
- Malmö Stadsteater (Teatro Municipal de Malmö) (1940) - con David Helldén y Sigurd Lewerentz